# Mazzeltof

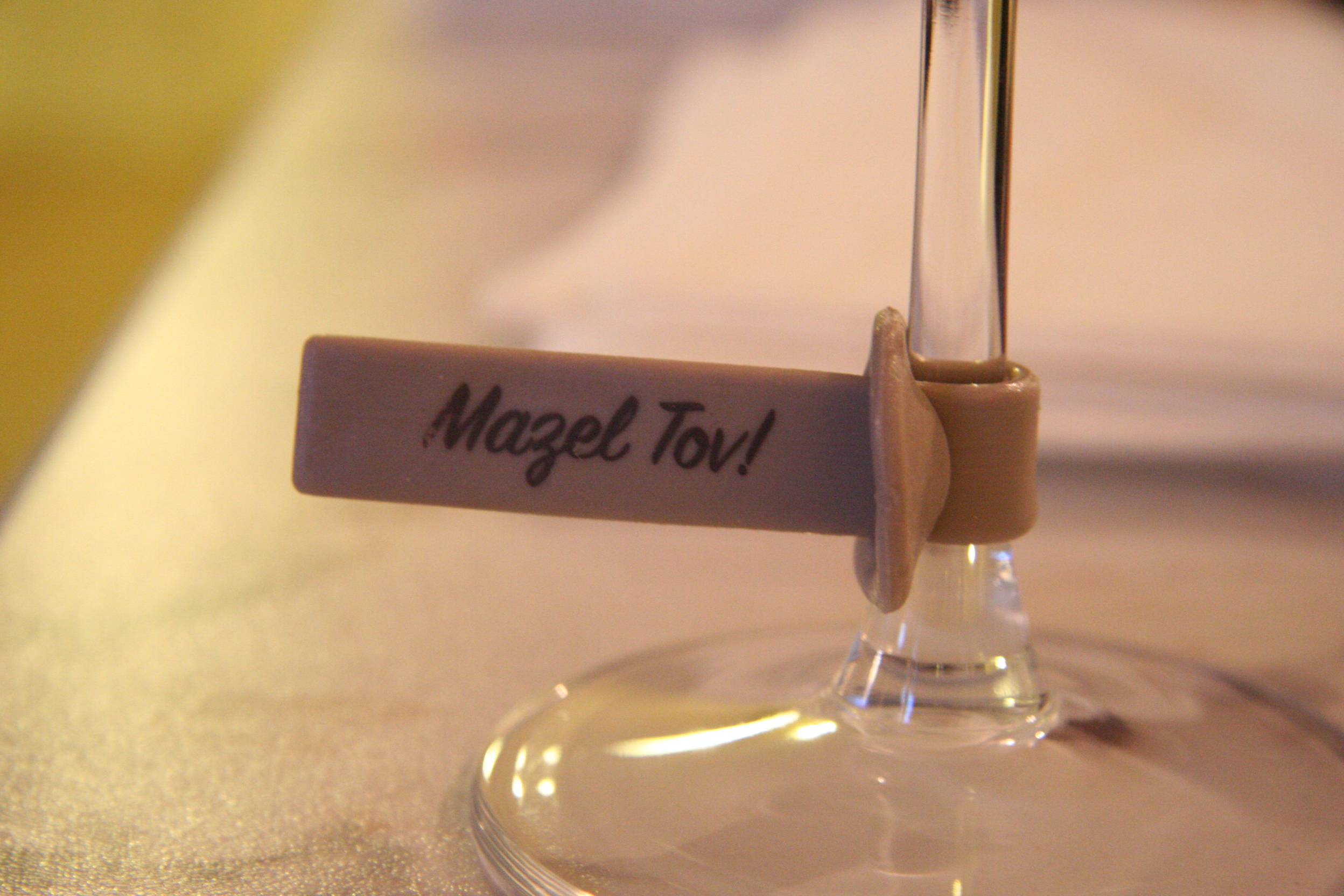
Mazel tov! aan de voet van een wijnglas

Mazzeltof is een Hebreeuwse gelukwens. De wens bestaat eigenlijk uit twee Hebreeuwse woorden: מזל (mazal, 'geluk') en טוב (tov, 'goed'); מזל טוב: mazal tov kan dan worden vertaald met 'goed geluk'. Via het Jiddisch zijn 'mazzel(tje)' (meevaller) en 'de mazzel' (tabee) als leenwoorden in het Nederlands terechtgekomen.
Mazzeltof! wordt door het feestgezelschap geroepen aan het Joodse bruidspaar tijdens de choepa (bruiloft), nadat symbolisch een glas kapot is getrapt door de bruidegom. Het gebroken glas staat symbool voor de breekbaarheid van het huwelijk dat nooit verbroken dient te worden, en voor de nog immer betreurde vernietiging van de Tweede Tempel en de daaropvolgende diaspora en vervolgingen.

## Trivia
De uitdrukking kan ook refereren aan het getal 49 in het joodse kienspel, naar de numerieke waarde van de beginletters van mazzel (40) en tof (9).